# Cirsium andrewsii
Cirsium andrewsii là một loài thực vật có hoa trong họ Cúc. Loài này được (A.Gray) Jeps. mô tả khoa học đầu tiên năm 1901.